# MFANS
Artikelns titel kan av tekniska skäl inte återges korrekt. Den korrekta titeln är M:FANS.
M:FANS är den tidigare The Velvet Underground-medlemmen John Cales soloalbum, utgivet 2016. Albumet producerat av John Cale och släpptes under etiketten Double Six Records.

## Låtlista
1. Prelude (John Cale) – 2:17
2. If You Were Still Around (Cale, Sam Shepard) – 5:18
3. Taking Your Life in Your Hands (Cale) – 5:43
4. Thoughtless Kind (Cale) – 5:27
5. Sanctus (Sanities Mix) (Cale) – 5:19
6. Broken Bird (Cale) – 5:10
7. Chinese Envoy (Cale) – 3:51
8. Changes Made (Cale) – 3:54
9. Library of Force (Cale) – 3:09
10. Close Watch (Cale) – 5:15
11. If You Were Still Around (Cale, Shepard) – 4:44
12. Back to the End (Cale) – 3:34

## Medverkande
- John Cale
- Dustin Boyer
- Deantoni Parks
- Joey Maramba
- Ralph Esposito
- Alex Thomas
- Matt Fish
- Miguel Atwood-Ferguson
- Thomas Lea
- Jessy Greene
- Chris Bautista
- Amber Coffman
- New Direction Church
- Benjamin Goodman
- William Arthur George Cale
- Margaret Cale
- Adam Moseley
- Nita Scott